# Filtro de cruce

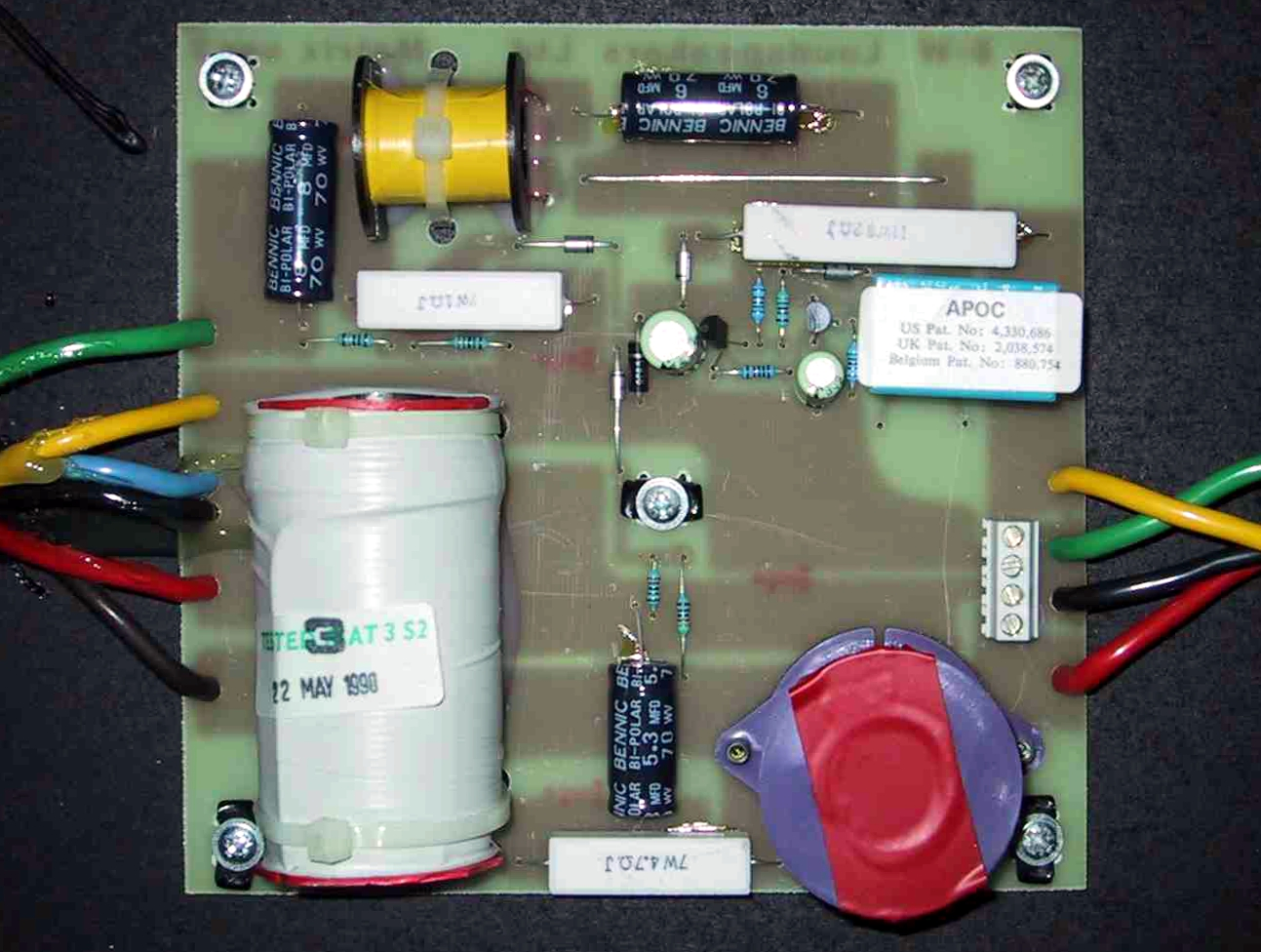
Un filtro pasivo de 2 vías diseñado para funcionar con tensiones de un altavoz

Los filtros de cruce son una clase de filtro electrónico  que separa la señal de audio en dos o más rangos de frecuencia, de manera que las diferentes señales se puedan enviar a distintos altavoces diseñados para operar a distintos rangos de frecuencia. Los filtros de cruce pueden ser activos o pasivos. Generalmente se describen como de "dos vías" o "tres vías", que indica si dividen la señal en dos o tres bandas de frecuencia respectivamente. Los filtros de cruce se usan en todo tipo de altavoces, cajas acústicas y amplificadores de potencia.
Se utilizan los filtros de cruce porque la mayoría de los altavoces individuales no pueden reproducir la banda frecuencia de audio completa, desde las bajas a las altas frecuencias, con un volumen relativo aceptable y ausencia de distorsión. La mayoría de las cajas acústicas de alta fidelidad y megafonía utilizan una combinación de múltiples altavoces(transductores) cada uno dedicado a una banda de frecuencia diferente. El ejemplo más sencillo es una caja acústica con dos altavoces, un woofer dedicado a las bajas frecuencias y un tweeter para las altas. Como la fuente de sonido, ya sea un reproductor de CD o la señal de una mesa de mezclas de una banda un directo, tiene todas las frecuencias bajas, medias y altas combinadas, se usa un filtro de cruce para separar cada banda de frecuencia y dirigirlo al altavoz adecuado, optimizado para dichas frecuencias.
Los filtros de cruce pasivos son probablemente el tipo más común. Utilizan una red de componentes_electrónicos pasivos (p.e. condensadores, inductores y resistencias) para separar la señal de audio amplificada proveniente del amplificador de potencia, para poder enviarla a dos o más altavoces(transductores).
Los filtros de cruce activos se diferencian de los pasivos en que los primeros dividen la señal de audio antes de la etapa de amplificación, y se utiliza un amplificador independiente conectado directamente a cada altavoz(transductor). Los equipos de cine en casa y Sonido envolvente utilizan un filtro de cruce para separar las muy bajas frecuencias y poder enviarlas al subwoofer, enviado el resto de frecuencias baja, medias y altas al resto de cajas acústicas situadas alrededor del oyente. típicamente la señal recibida por cada caja acústica se separa por otro filtro de cruce pasivo para cada altavoz(transductor). Los filtros de cruce activos pueden ser a su vez digitales o analógicos.
Los filtros de cruce digitales a menudo incluyen procesado de señal adicional, como limitación, retardo y ecualización. Los filtros de cruce de señal también permiten el procesamiento y amplificación multibanda, la señal de audio es dividida en múltiples   bandas por separado antes de que se mezclen de nuevo. Algunos ejemplos son: la dinámica multibanda (compresión de rango dinámico , limitación, de-essing), distorsión multibanda, la enfatización de graves, amplificadores de alta frecuencia, y la reducción de ruido (por ejemplo: reducción de ruido Dolby).

## Introducción

Comparación de la respuesta en magnitud de los filtros de paso bajo y paso alto de segundo orden de Butterworth y Linkwitz-Riley sumados.

La definición de un filtro de cruce de audio ideal depende de la aplicación de audio requerida. Si las distintas bandas obtenidas se van a mezclar de nuevo (como en procesamiento multibanda), el filtro de cruce de audio ideal debe separar la señal de audio en distintas bandas sin superposición de forma que la señal de salida no se vea afectada en su respuesta en frecuencia, niveles relativos y respuesta de fase. Esta función ideal solamente puede aproximarse. Como implementar la mejor aproximación es tema de acalorado debate. Por otro lado, si el filtro de cruce separa las bandas para los distintos altavoces de una caja acústica, no es necesario una separación entre bandas matemáticamente ideal, pues la respuesta en frecuencia y fase de los altavoces en sus monturas eclipsara el resultado. Una salida satisfactoria del sistema completo, que debe incluir la respuesta combinada del filtro de cruce y los propios altavoces en sus monturas, debe de ser el objetivo de diseño. Ese objetivo muchas veces se alcanza usando filtros de cruce no ideales, con características de filtrado asimétricas.
Existen varios tipos de filtros de cruce de señal de audio, pero por lo general pertenecen a una de las siguientes clases. 

## Clasificación

### Clasificación basada en el número de secciones del filtro
En las especificaciones de una caja acústica, se indica habitualmente "N vías", donde N es el número de altavoces distintos en el sistema. Por ejemplo una caja acústica con un woofer y un tweeter es un sistema de 2 vías. Una caja acústica de N vías normalmente tiene un filtro de cruce de N bandas para distribuir la señal entre los altavoces. Un filtro de cruce de 2 vías consiste de un filtro paso bajo y un filtro paso alto. Un filtro de cruce de 2 vías se construye como una combinación de filtro paso bajo, filtro paso banda y filtro paso alto. cuatro o más vías no son muy comunes en el diseño de cajas acústicas, principalmente debido a su complejidad y coste, que resulta difícil de justificar con la mejora de prestaciones obtenida.
Una sección adicional paso alto puede estar presentes en un filtro de cruce "N vías", para proteger el altavoz de baja frecuencia de las frecuencias inferiores que puede aceptar de forma segura. Este filtro de cruce tendría pues, un filtro paso banda para el altavoz de menor frecuencia. Del mismo modo, el altavoz de mayor frecuencia puede tener un filtro paso bajo.  

### Clasificación basada en componentes
Un filtro de cruce también se puede clasificar con base en el enfoque de diseño, por el tipo de componentes utilizados. 

#### Pasivos

Un filtro de cruce pasivo generalmente se monta dentro de una caja acústica para separar la señal ya amplificada en señal de baja y alta frecuencia.

Un filtro de cruce pasivo separa la señal de audio después de ser amplificada por un amplificador de potencia único, de forma que la señal amplificada se pueda enviar a dos o más tipos de altavoces, cada uno de ellos cubre distintos rangos de frecuencias. Están hecho exclusivamente con componentes pasivos, por "pasivos" se quiere indicar que el circuito no necesita fuente de alimentación adicional. Un filtro de cruce pasivo simplemente se cablea a la salida del amplificador de potencia. Suelen utilizar tipología de Cauer o escalera, para obtener un filtro de Butterworth. Utilizando resistencias combinadas con componentes reactivos, tales como condensadores e inductores. Los filtros pasivos de alto rendimiento tienden a ser más caros que los filtros activos, ya que los componentes individuales capaces de un buen rendimiento que permitan las altas corrientes y tensiones utilizadas en los sistemas de altavoces son difíciles de hacer.
Algunas redes pasivas incluyen dispositivos tales como Fusibles, dispositivos de PTC o disyuntores para proteger a los altavoces(transductores) frente a corrientes de sobrecarga. Los filtros de cruce pasivos más modernos incorporan redes de ecualización (por ejemplo, las redes Zobel) que compensan los cambios en la impedancia con la frecuencia inherente en prácticamente todos los altavoces. El tema es complejo, pues parte del cambio en la impedancia es debido a los cambios de la carga acústica a lo largo de la banda de paso del altavoz. 
Dos desventajas de las redes pasivas es que pueden ser voluminosas y causar pérdidas de potencia. No son sólo específicas en frecuencia, sino también específicas en impedancia (i.e. su respuesta depende de la carga eléctrica a la que están conectadas). Esto evita que se puedan  intercambiar altavoces con distintas impedancias. Los filtros de cruce ideales, incluyendo la compensación de impedancia y la red de ecualización, pueden ser muy difíciles de diseñar, pues los componentes interactúan de formas complejas. El experto diseñador de filtros de cruce Siegfried Linkwitz dijo de ellos que "la única excusa para usar filtros de cruce pasivos es su bajo coste. Su respuesta cambia con la dinámica del altavoz que depende del nivel de señal. Impiden que el amplificador de potencia tenga el control máximo sobre el movimiento de la bobina del altavoz. Son una pérdida de tiempo, si la exactitud es el objetivo."

#### Activo

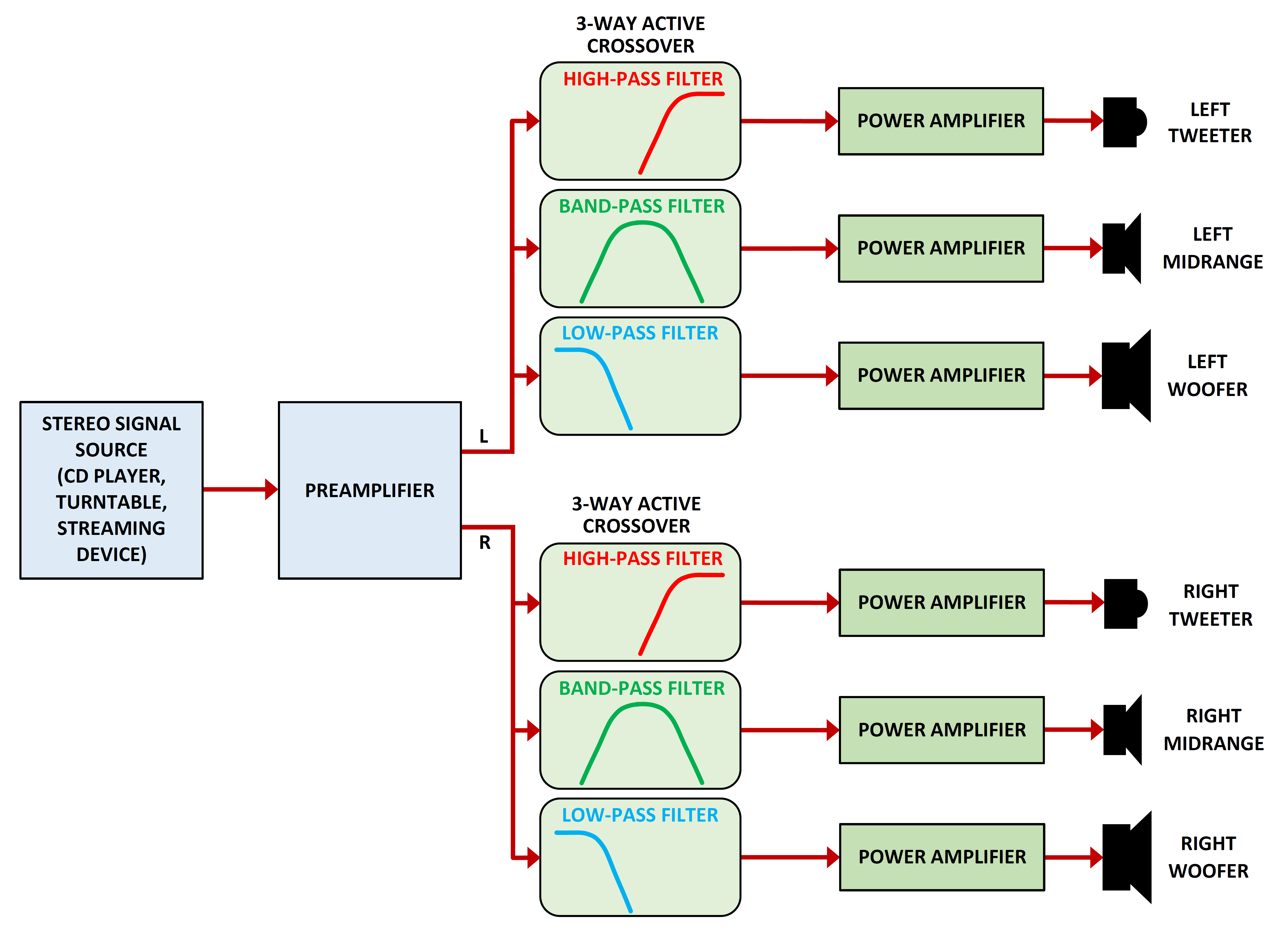
Esquema de implementación de un filtro de cruce de tres vías, para su uso con sistema de altavoces de tres vías.

Un filtro de cruce activo contiene componentes activos en sus filtros, como transistores y amplificadores operacionales. Recientemente el dispositivo activo más habitual es el amplificador operacional. En contraste con los filtros de cruce pasivos, que trabajan después del amplificador de potencia con grandes corrientes y en algunos casos también grandes tensiones, los filtros de cruce activos trabajan con niveles compatibles con las entradas de los amplificadores de potencia. Por otro lado, todos los circuitos con ganancia introducen ruido, y el ruido tiene un efecto perjudicial cuando se introduce antes de amplificar la señal con los amplificadores de potencia.
Los filtros de cruce activos siempre requieren el uso de amplificadores de potencia para cada banda de salida. Así que, un filtro de cruce activo de 2 vías necesita dos amplificadores, uno para el woofer y otro para el tweeter. Esto significa que un sistema de altavoces activo a menudo va a costar más que un sistema con filtro de cruce pasivo. A pesar de las desventajas del coste y complicación de los filtros activos, se compensan con los siguientes beneficios: 

Uso típico de un filtro de cruce activo, aunque un filtro pasivo se puede usar de forma similar delante de los amplificadores.

- Una respuesta en frecuencia independiente de los cambios dinámicos en las características eléctricas del altavoz (por ejemplo, por calentamiento de la bobina móvil)
- Por lo general, la posibilidad tener una manera fácil de modificar o ajustar cada banda de frecuencia a los altavoces específicos utilizados. Ejemplos de ello serían la pendiente de cruce, tipo de filtro (por ejemplo, Bessel, Butterworth, Linkwitz-Riley, etc), niveles relativos ...
- Mejor aislamiento de cada altavoz de las señales utilizadas por otros altavoces, lo que reduce la distorsión de intermodulación y las sobrecargas
- Los amplificadores de potencia están conectados directamente a los altavoces, lo que se maximiza el control del amplificador sobre la amortiguación de la bobina móvil del altavoz, lo que reduce las consecuencias de los cambios dinámicos en las características eléctricas del altavoz, lo cual tienden a mejorar la respuesta transitoria del sistema
- Reducción en el requerimiento de potencia de salida del amplificador. Sin la energía que se pierde en los componentes pasivos, los requisitos de amplificador se reducen considerablemente (hasta ½ en algunos casos), reduciendo costes y potencialmente incrementado la calidad.

#### Digital
Los Filtros de cruce activos pueden ser implementados digitalmente usando un DSP(Procesador digital de señales) o un microprocesador. Usando transformaciones digitales de los tradicionales circuitos analógicos (Bessel, Butterworth, Linkwitz-Riley, etc), conocidos como filtros con respuesta al impulso infinita IIR, o con respuesta al impulso finita (FIR).
Los filtros IIR tienen muchas similitudes con los filtros analógicos y son relativamente poco exigentes con los recursos de CPU, los filtros FIR por el contrario suelen tener un orden superior y por lo tanto requieren más recursos para las mismas características. Pueden ser diseñados y construidos para que tengan una respuesta de fase lineal, lo que se considera deseable por muchos de los interesados en la reproducción del sonido. Sin embargo, hay desventajas, para obtener una respuesta de fase lineal, se incurre en un tiempo de retardo mayor de lo que sería necesario con un IIR o un filtro FIR de fase mínima. Los filtros IIR, que son por naturaleza recursivos tienen el inconveniente de que si no están cuidadosamente diseñados pueden ser inestables, aun cuando se diseñen para ser estables. 

#### Mecánico
Este tipo de  filtro de cruce es mecánico y utiliza las propiedades de los materiales del diafragma del altavoz para obtener el filtrado necesario. Estos filtros de cruce se encuentran comúnmente en los altavoces de rango completo que están diseñados para cubrir la mayor parte posible de la banda de audio. Un  ejemplo de construcción es mediante el acoplamiento del cono del altavoz a la bobina de voz a través de una sección flexible intermedia y un pequeño cono whizzer ligero conectado directamente a la bobina. En esta sección sirve como un filtro de conformidad, de modo que el cono principal no se hace vibrar a frecuencias  más altas. El cono whizzer responde a todas las frecuencias, pero debido a su menor tamaño sólo da una salida útil a frecuencias más altas, con lo que implemente una función de filtro de cruce mecánico. La selección de los materiales utilizados para los elementos del cono, whizzer y la suspensión determinan la frecuencia de cruce y la eficacia del filtro. Tales filtros de cruces mecánicos son complejos de diseñar, especialmente si se desea alcanzar la alta fidelidad. el diseño asistido por ordenador ha sustituido en gran medida el proceso laborioso que se ha utilizado históricamente. A lo largo de los años, la flexibilidad de los materiales puede cambiar, afectando negativamente a la respuesta en frecuencia del altavoz. 
Un enfoque más común es emplear la tapa contra el polvo como un radiador de agudos. La tapa protectora irradia frecuencias bajas, moviéndose como parte del cono principal, pero debido a la poca masa y la reducción de amortiguación, radia más energía a frecuencias más altas. Al igual que con los conos whizzer, una cuidadosa selección de materiales, forma y posición se necesitan para proporcionar una salida suave y extendida. la dispersión acústica de alta frecuencia es un poco diferente que para los conos whizzer. Un enfoque relacionado es darle forma al cono principal con un perfil, y unos materiales, de forma que el área del cuello sea más rígida, irradiando todas las frecuencias, mientras que las áreas externas del cono están selectivamente desacopladas irradiando sólo en las frecuencias más bajas. Los perfiles del cono y los materiales se pueden simular utilizando un programa de análisis de elementos finitos y predecir los resultados con excelentes tolerancias.
Los altavoces que utilizan estos filtros de cruce mecánicos tienen algunas ventajas en la calidad de sonido a pesar de las dificultades de su diseño y fabricación, pese a las inevitables limitaciones de la salida. Los altavoces de rango completo tienen un centro acústico único, y puede tener un cambio de fase relativamente pequeño a lo largo del espectro de audio. Para un mejor rendimiento a bajas frecuencias, estos altavoces exigen un diseño cuidado del bafle. Su pequeño tamaño (normalmente 165 a 200 mm) necesita una excursión del cono considerable para reproducir los graves de manera efectiva, pero las pequeñas bobinas de voz necesarias para un rendimiento razonable en agudos sólo pueden moverse en un rango limitado. Sin embargo, dentro de estas limitaciones, el precio y las complicaciones se reducen, ya que no necesitan filtros de cruce.

### Clasificación basada en el orden del filtro o la pendiente
Al igual que los filtros tienen órdenes diferentes, también los filtros de cruce, dependiendo de la pendiente del filtro que implementan. La pendiente acústica final puede estar completamente determinada por el filtro eléctrico o se puede lograr mediante la combinación de la pendiente del filtro eléctrico y las características físicas del altavoz. En el primer caso, el único requisito es que cada altavoz tenga una respuesta plana, al menos, hasta el punto donde la señal sea aproximadamente -10dB por debajo de la banda de paso. En el último caso, la pendiente acústica final suele ser más pronunciada que la de los filtros eléctricos utilizados. Una pendiente acústica de tercer o cuarto orden a menudo sólo tiene un filtro eléctrico de segundo orden. Esto requiere que los altavoces se comportan bien bastante más allá que la frecuencia de corte nominal, y, además, que el altavoz de agudos pueda sobrevivir a una potencia considerable en un rango de frecuencia por debajo de su frecuencia de cruce. Esto es difícil de conseguir en la práctica. En los siguientes apartados se presenta las características de cada orden de los filtros eléctricos, seguido de las ventajas e inconvenientes de las pendientes acústicas de cada filtro de corte. 
La mayoría de los filtros de cruce de audio utilizan filtros electrónicos de primer a cuarto orden. Órdenes mayores no se implementan generalmente en filtros pasivos, pero se pueden encontrar en filtros activos en algunas circunstancias donde su coste y complejidad están justificados.

#### Primer orden
Los filtros de primer orden tienen una pendiente de 20dB/década o 6dB/octava. Todos los filtros de primer orden tienen una característica de filtro Butterworth. filtros de primer orden son considerados por muchos Audiófilos ideales para filtros de cruce. Esto se debe a que este tipo de filtro es "transitoriamente perfecto", lo que significa que la suma de las salidas paso bajo y paso alto no cambia en amplitud y fase en toda la gama de interés.
También utiliza la menor cantidad de componentes y tiene la menor pérdida de inserción (en caso de pasivos). Un filtro de cruce de primer orden permite que más componentes de la señal en frecuencias no deseadas atraviesen las secciones de alta y baja frecuencia que las configuraciones de mayor orden. Mientras los woofers pueden aceptarlos fácilmente (aparte de generar distorsión en las frecuencias que no pueden reproducir correctamente), los altavoces más pequeños de agudos tienen más probabilidades de sufrir daños, ya que no son capaces de manejar grandes cantidades de energía por debajo de sus frecuencias de cruce nominales.
En la práctica, los sistemas de altavoces con pendientes acústicas de primer orden son difíciles de diseñar porque requieren una gran superposición de los anchos de banda de los altavoces, y las suaves pendientes significan que altavoces no coincidentes interfieren en un amplio rango de frecuencias y provocan grandes cambios de respuesta fuera de eje. 

#### Segundo orden
Los filtros de segundo orden tienen una pendiente de 40dB/década o 12dB/octava. Los filtros de segundo orden pueden ser del tipo Bessel, Linkwitz-Riley o filtro de Butterworth dependiendo de las opciones de diseño y los componentes utilizados. Este orden se utiliza comúnmente en filtros de cruce pasivos, ya que ofrece un equilibrio razonable entre la complejidad, respuesta y mayor protección del altavoz de agudos. Cuando estén diseñados con una disposición física buscando la alineación en el tiempo, estos filtros de cruce tienen una respuesta polar simétrica, al igual que todos los filtros de cruce de orden par. 
Es común pensar que siempre habrá una diferencia de fase de 180 ° entre las salidas de los filtros (de segundo orden) paso bajo y paso alto con la misma frecuencia de cruce. Así pues, en un sistema de 2 vías, la salida del filtro paso alto está generalmente conectada a la entrada del altavoz de agudos 'invertida', para corregir este problema de las fases. Para los sistemas pasivos, el tweeter está conectado con la polaridad opuesta a la del woofer, para los sistemas activos se invierte la salida del filtro paso alto. En los sistemas de tres vías el altavoz de gama media o el filtro se invierte. Sin embargo, esto generalmente sólo es cierto cuando los altavoces tienen una amplia superposición de respuestas y los centros acústicos están alineados físicamente. 

#### Tercer orden
Los filtros de tercer orden tienen una pendiente de 60dB/década o 18dB/octava. Estos filtros de cruce suelen ser tipo Butterworth, la respuesta de fase es muy buena, la suma en amplitud da una respuesta plana y con cuadratura de fase, similar a un filtro de primer orden. La respuesta polar es asimétrica. En la configuración original de D'Appolito (Midwoofer-tweeter-midwoofer MTM), una disposición simétrica de los altavoces se utiliza para crear una respuesta simétrica fuera del eje utilizando filtros de cruce de tercer orden. Respuestas acústicas de tercer orden generalmente se construyen a partir de circuitos de filtro de primer o segundo orden. 

#### Cuarto orden

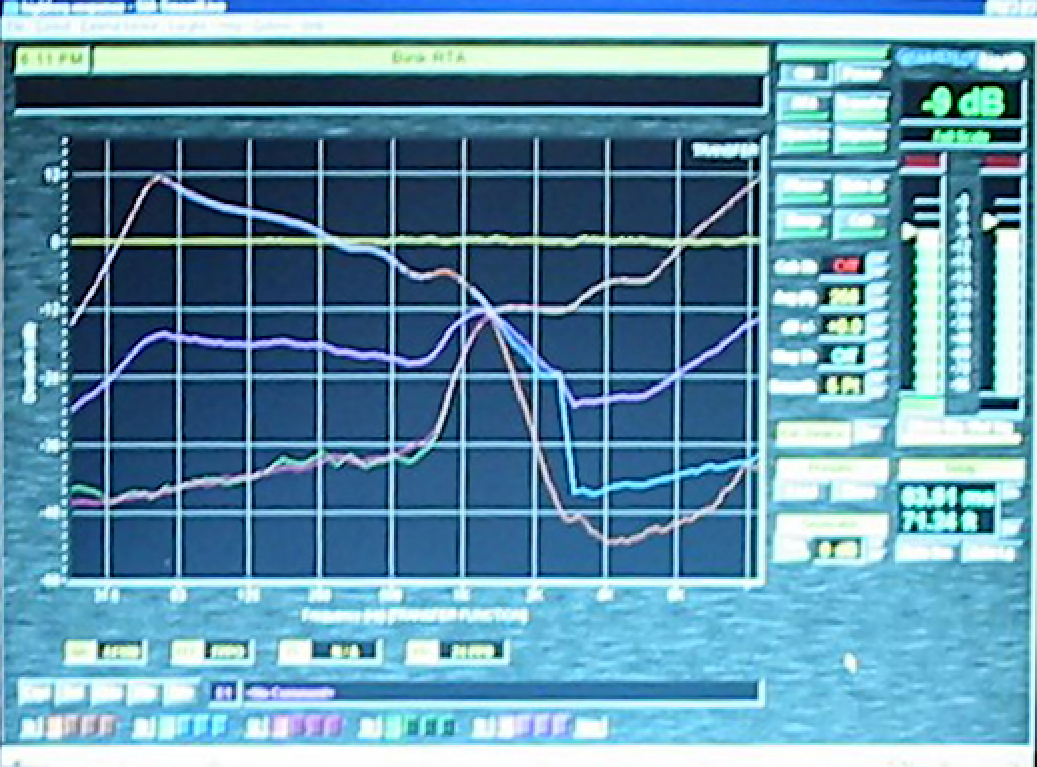
filtro de cruce de cuarto orden pendientes que aparece en un medidor Smaart de funciones de transferencia

filtros de cuarto orden tienen una pendiente de 80dB/década o 24dB/octava. Estos filtros son complejos de diseñar en forma pasiva, pues los componentes interactúan entre sí, pero el moderno diseño optimizado de filtros de cruce asistido por ordenador puede proporcionar diseños precisos. Filtros pasivos con grandes pendientes son menos|idioma=en tolerantes con las desviaciones o tolerancias de los valores de los componentes, y más sensibles a los desajustes de la terminación con cargas reactivas de los altavoces (aunque esto también es problemático con filtros de menor orden). Un f|idioma=eniltro de cruce de cuarto orden con -6dB de ganancia en la frecuencia de corte y suma plana se conoce como filtro de cruce Linkwitz-Riley (el nombre de sus inventores), y se pueden construir en forma activa poniendo en cascada dos secciones de filtro de Butterworth de segundo orden. Las señales de salida de este filtro de cruce están en fase, evitando así la inversión de la fase parcial si se suman eléctricamente las bandas de paso de los filtros. Los filtros de cruce usados en el diseño de sistemas de altavoces no requieren que las secciones estén en fase, se pueden conseguir características suaves de respuesta de salida usando filtros de cruce con características asimétricas, no ideales. Bessel, Butterworth y Chebyshev son algunas de las topologías de filtro posibles.
Filtros con pendientes tan pronunciadas tienen mayores problemas de pasarse de respuesta y rebotes pero tienen ventajas importantes, incluso en su forma pasiva, como el potencial para una frecuencia de corte inferior, una mayor tolerancia a la potencia en el tweeter, junto una menor superposición entre altavoces, reduciendo dramáticamente los lóbulos secundarios, y otros efectos fuera del eje no deseados. Con una menor superposición entre altavoces adjuntos su localización relativa se hace menos crítica y permite una mayor laxitud en la estética del sistema de altavoces o (en caso de automoción) limitaciones prácticas de la instalación.

#### Orden superior
Filtros de cruce  pasivos con pendientes acústicas superiores al cuarto orden no son comunes debido al costo y complejidad. Filtros de cruce con pendientes de hasta 96 dB/octava están disponibles en sistemas activos y gestión de sistemas de altavoces. 

#### Mixto
Los filtros de cruce también se pueden construir con filtros de orden mezclados. Por ejemplo, un filtro paso bajo de segundo orden en combinación con un paso alto de tercer orden. Estos son generalmente pasivos y son utilizados por varias razones, a menudo cuando los valores de los componentes se calculan por optimización por computador. Un filtro para tweeter de mayor orden a veces puede ayudar a compensar el desfase de tiempo entre el woofer y tweeter, debido a la no alineación de los centros acústicos.

### Clasificación basada en la topología del circuito

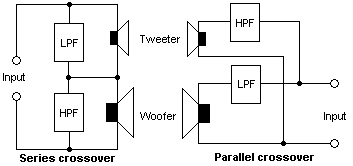
Topologías serie y paralelo. Las secciones de alta y baja frecuencia para el filtro de cruce en serie se intercambian con respecto al filtro en paralelo, puesto que parecen desviar la señal de los altavoces de graves y agudos.

#### paralelo
Los filtros de cruce paralelos son los más comunes. Eléctricamente los filtros están en paralelo de manera que las distintas secciones no interaccionan. Esto hace al filtro de cruce más fácil de diseñar, porque en términos de impedancia eléctrica, las secciones se pueden considerar independientes y aislar las tolerancias de los componentes. Sin embargo, la salida final de los transductores se debe complementar acústicamente y por lo tanto la respuesta en frecuencia y fase de cada sección tienen que ajustarse cuidadosamente.

#### Serie
En esta topología los filtros individuales se conectan en serie cada transductor correspondiente se conecta en paralelo con cada filtro. Para entender el camino que recorre la señal en este tipo de filtro de cruce, referirse a la figura "Filtro de cruce en serie" y consideremos una señal de alta frecuencia que en un momento determinado tiene una tensión positiva entre el terminal de entrada superior y el terminal de entrada inferior. El filtro paso bajo presenta una impedancia alta a la señal, y el tweeter presenta una impedancia baja, por lo que la corriente pasara por el tweeter. La corriente continua por la conexión entre el woofer y el filtro paso alto, ahí el filtro pasa alto presenta una baja impedancia a la señal por lo que la corriente pasara por el filtro hasta el terminal inferior. De forma similar una señal de baja frecuencia con las similares características en su tensión instantánea pasara primero por el filtro paso bajo, luego por el woofer hasta el terminal inferior.

#### Derivados
Los filtros de cruce derivados consisten en un filtro activo en el cual uno de los filtros se deriva del otro mediante el uso de un amplificador diferencial.

Por ejemplo, la diferencia entra la señal de entrada y la salida de la sección de filtro paso alto es un filtro paso bajo, por lo tanto, si se usa un amplificador diferencial para obtener esta señal, a su salida obtenemos la señal de paso bajo. La ventaja principal de los filtros derivados es que no producen diferencias de fase entre las secciones paso bajo y paso alto a cualquier frecuencia.
Los inconvenientes son:
1. La secciones paso alto y paso bajo tienen distintas ganancias en su banda de atenuación, i.e. sus pendientes son asimétricas.[19]
2. La respuesta de una o ambas secciones tiene un pico cerca de la frecuencia de corte,[18][20] o ambas.

En el caso (1), arriba, la situación más usual es que la respuesta de la sección derivada de baja frecuencia tiene una pendiente de atenuación menor que la diseñada. Esto requiere que el altavoz correspondiente tenga que responder bien entrada la banda de atenuación donde las características físicas dejan de ser ideales. En el caso (2), arriba, ambos altavoces tienen que operar a mayores niveles de potencia cuando la señal se acerca a la frecuencia de corte. Esto requiere más potencia del amplificador y puede llevar al cono del altavoz a zona no lineales, con la consiguiente distorsión.

### Modelos y simulaciones
Actualmente profesionales y aficionados tienen acceso a un abanico de herramientas no disponibles anteriormente. Estos instrumentos informáticos de medida y simulación permiten la modelación y diseño virtual de varias partes de un sistema de caja acústica, que acelera el proceso de diseño y mejora la calidad del sistema. Estas herramientas van desde sistemas comerciales hasta aplicaciones de código abierto. Su ámbito es muy amplio. Algunas centran su funcionalidad en el diseño de la caja/woofer, cuestiones como el volumen del bafle y los puertos si procede. Mientras otros se centran en el diseño del filtro de cruce y la respuesta en frecuencia. algunas aplicaciones sólo simulan la respuesta a la función escalón del altavoz.
Antes que el modelado computarizado hiciera asequible y rápida la simulación combinada de los altavoces, filtros de cruce y bafles. Varias cuestiones podían pasa desapercibidas por el diseñador. Por ejemplo, un diseño simple de filtro de cruce de tres vías se diseña como un par de filtros de dos vías: una la sección altos/medios y la otra medios/bajos. Esto podría producir un exceso de ganancia en los medios y un pico en la respuesta en frecuencias medias, junto con una impedancia menor de la deseada. Otras cuestiones como un desajuste en la respuesta de fase o un modelado incompleto de la curva de impedancia del altavoz podrían pasar desapercibidas. Esto problemas no eran imposibles de solucionar, pero requerían más iteraciones, tiempo y esfuerzo que actualmente.